# Lumpang (Parung Panjang)
Lumpang is een bestuurslaag in het regentschap Bogor van de provincie West-Java, Indonesië. Lumpang telt 14.339 inwoners (volkstelling 2010).